# Pachysandra procumbens
Pachysandra procumbens är en buxbomsväxtart som beskrevs av André Michaux. Pachysandra procumbens ingår i släktet skugg-grönor, och familjen buxbomsväxter. Inga underarter finns listade i Catalogue of Life.

## Bildgalleri

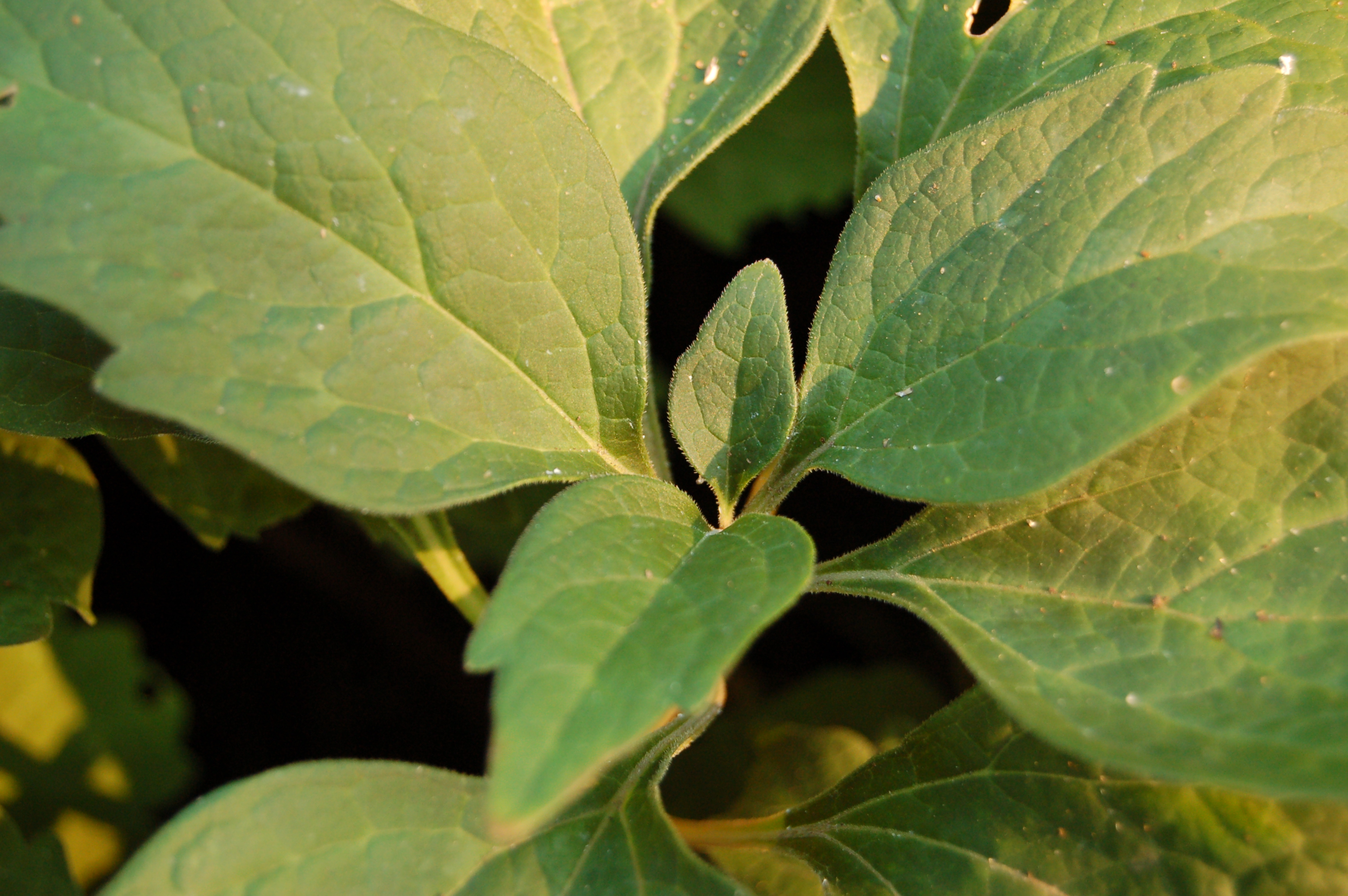
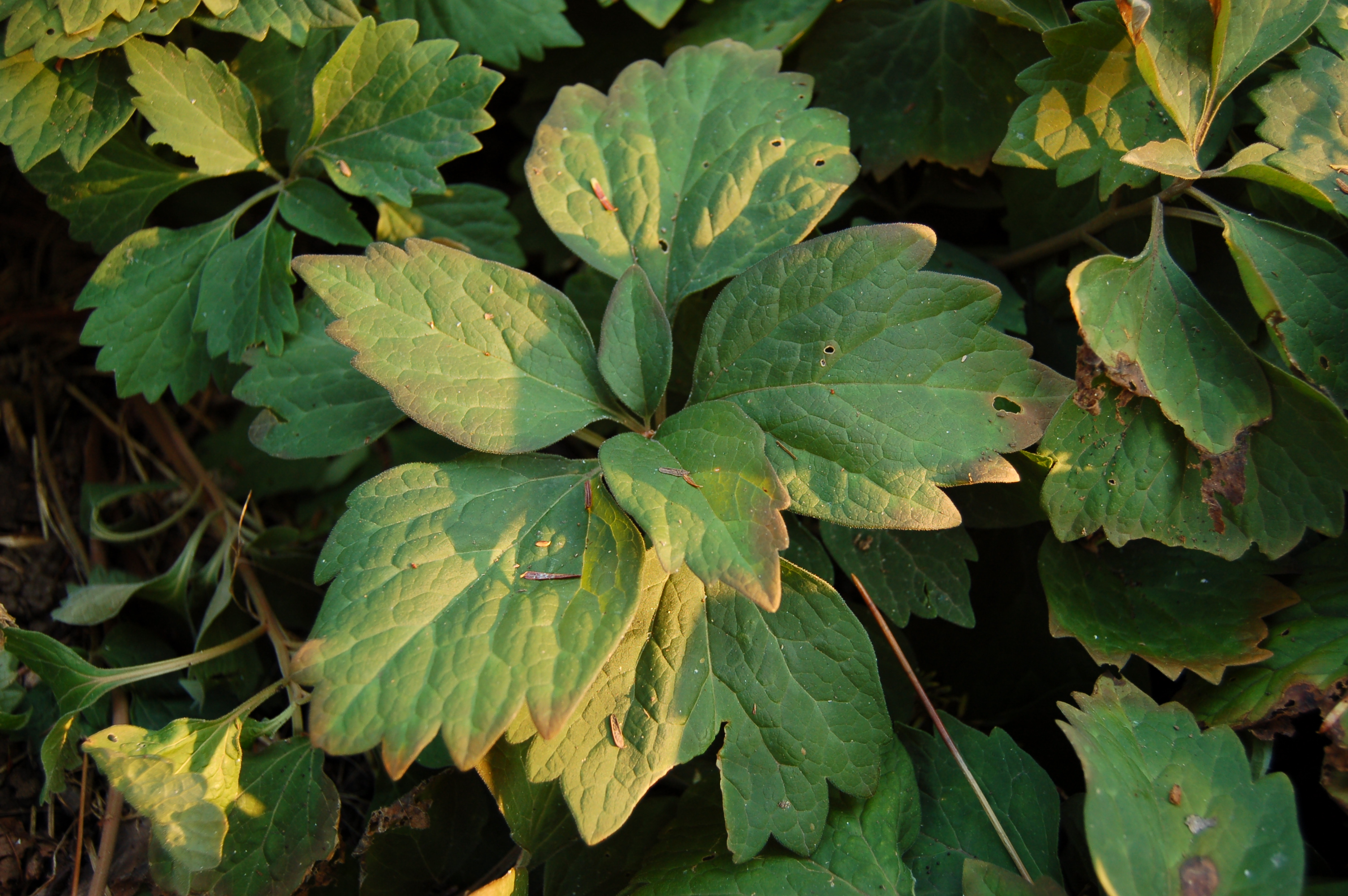
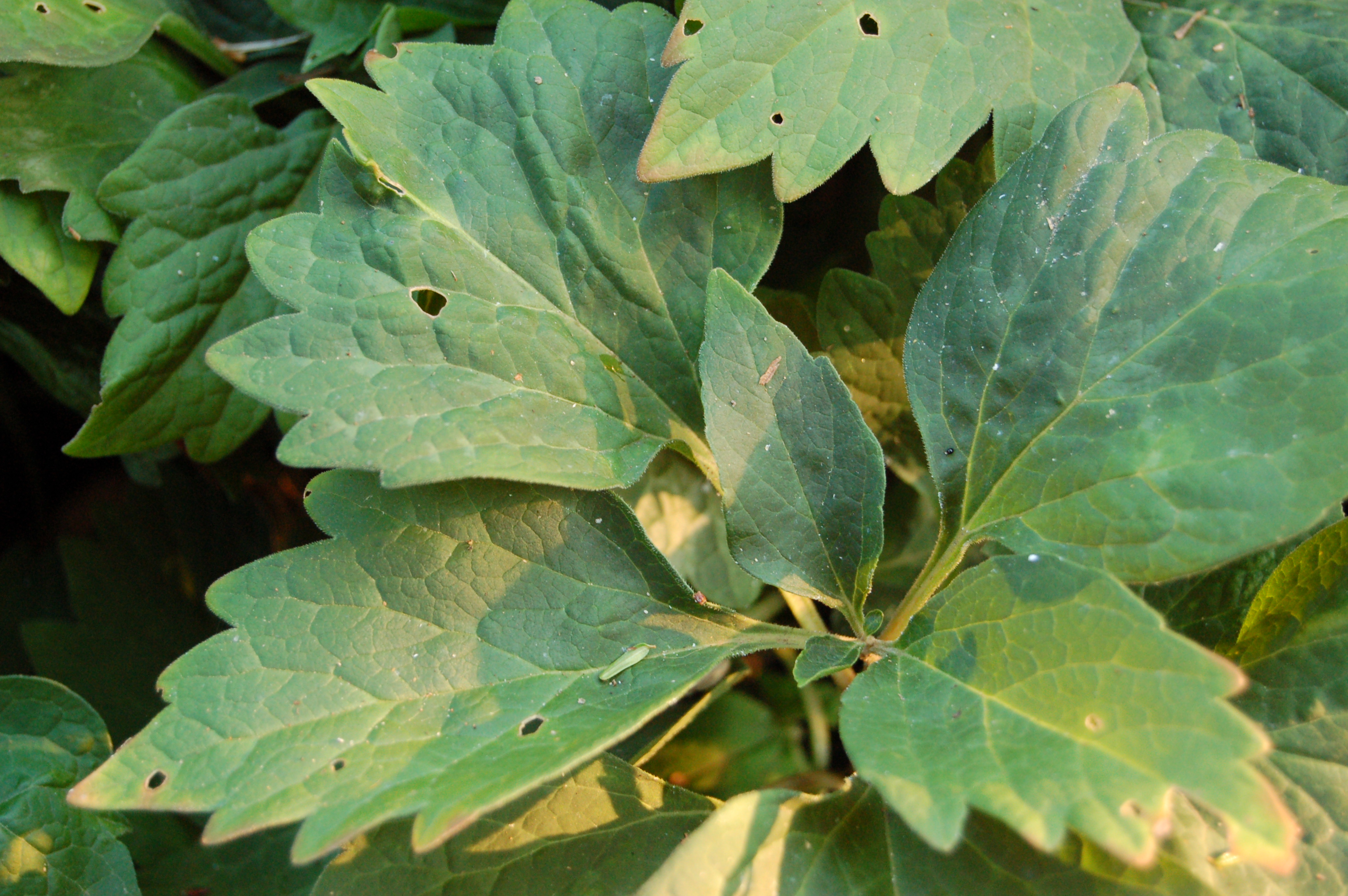
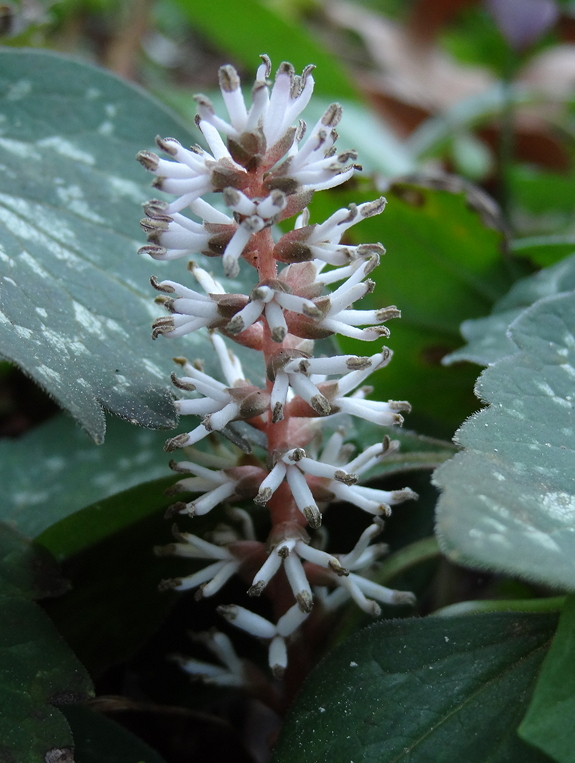